# Хирн, Карл Энгельбрехт
Карл Энгельбрехт Хирн (фин. Karl Engelbrecht Hirn, 21 мая 1872 — 16 апреля 1907) — финский ботаник, специализировался на исследованиях пресноводных водорослей.
Родился в семье школьного учителя. Учился в Университете Гельсингфорса у Ф. Эльвинга. В 1901 году получил степень доктора философии.
В 1899—1907 годах преподавал в лицее города Ювяскюля.
Труд Monographie und iconographie der Oedogoniaceen получил премию Демазьера Французской академии наук.

## Избранные труды
- «Monographie und iconographie der Oedogoniaceen», 1900
- «Studien über die Oedogoniaceen I», 1906